# Luisão (calciatore 2003)
Luisão, pseudonimo di Luís Fellipe Campos Dória (Taboão da Serra, 9 settembre 2003), è un calciatore brasiliano, difensore del Santos.

## Caratteristiche tecniche
È un difensore centrale.

## Carriera
Ha iniziato a giocare a calcio nel settore giovanile del San Paolo, per poi passare nel 2017 a quello dell'Audax e nel 2021 a quello del Novorizontino. Dopo una stagione in prestito al Catanduva, nel 2023 è stato promosso in prima squadra dove ha debuttato il 18 gennaio nell'incontro del Campeonato Paulista Série A2 vinto 2-1 contro il Monte Azul; ha esordito in seconda divisione brasiliana il 30 aprile nella partita pareggiata 0-0 contro lo Sport Recife.
La stagione successiva si è imposto come uno dei titolari al centro della difesa, trovando anche il primo gol in carriera il 4 maggio 2024 contro l'Ituano. L'11 gennaio 2025 è stato acquistato dal Santos con cui ha esordito nella prima divisione brasiliana.

## Statistiche

### Presenze e reti nei club
Statistiche aggiornate al 17 agosto 2025.
| Stagione             | Squadra              | Campionato           | Campionato | Campionato | Coppe nazionali | Coppe nazionali | Coppe nazionali | Coppe continentali | Coppe continentali | Coppe continentali | Altre coppe | Altre coppe | Altre coppe | Totale | Totale | Totale |
| Stagione             | Squadra              | Comp                 | Pres       | Reti       | Comp            | Pres            | Reti            | Comp               | Pres               | Reti               | Comp        | Pres        | Reti        | Pres   | Reti   |        |
| -------------------- | -------------------- | -------------------- | ---------- | ---------- | --------------- | --------------- | --------------- | ------------------ | ------------------ | ------------------ | ----------- | ----------- | ----------- | ------ | ------ | ------ |
| 2021                 | Catanduva            | SD/SP-               | 8          | 0          | -               | -               | -               | -                  | -                  | -                  | -           | -           | -           | 8      | 0      |        |
| 2023                 | Novorizontino        | A1/SP+B              | 6+2        | 0          | CB              | 0               | 0               | -                  | -                  | -                  | -           | -           | -           | 8      | 0      |        |
| 2024                 | Novorizontino        | A2/SP+B              | 9+32       | 0+3        | CB              | 0               | 0               | -                  | -                  | -                  | -           | -           | -           | 41     | 3      |        |
| Totale Novorizontino | Totale Novorizontino | Totale Novorizontino | 49         | 3          |                 | 0               | 0               |                    | -                  | -                  |             | -           | -           | 49     | 0      |        |
| 2025                 | Santos               | A1/SP+A              | 3+5        | 0          | CB              | 0               | 0               | -                  | -                  | -                  | -           | -           | -           | 8      | 0      |        |
| Totale carriera      | Totale carriera      | Totale carriera      | 65         | 3          |                 | 0               | 0               |                    | -                  | -                  |             | -           | -           | 65     | 3      |        |